# Europapokal der Landesmeister (Handball) der Frauen 1977/78
Am Europapokal der Landesmeister 1977/78 nahmen 16 Handball-Vereinsmannschaften aus 16 Ländern teil. Diese qualifizierten sich in der vorangegangenen Saison in ihren Heimatländern für den Europapokal. Bei der 17. Austragung des Wettbewerbs konnte mit dem TSC Berlin zum dritten Mal eine Mannschaft aus der DDR den Pokal gewinnen.

## Achtelfinale
|                       | Gesamt |                                | Hinspiel | Rückspiel |
| --------------------- | ------ | ------------------------------ | -------- | --------- |
| Hapoel Rehovot        | 13:40  | Hellas Den Haag                | 09:20    | 04:20     |
| TJ Gottwaldov         | 44:33  | Atlético Madrid                | 25:11    | 19:22     |
| Høje Gladsaxe IF      | 45:80  | Sjundeå IF                     | 25:40    | 20:40     |
| US Ivry HB            | 13:59  | TSC Berlin                     | 08:23    | 05:36     |
| Ruch Chorzów          | 33:28  | Stockholmspolisens IF          | 16:13    | 17:15     |
| VIF G. Dimitrow Sofia | 19:22  | TSV GutsMuths Berlin           | 12:14    | 7:8       |
| IL Vestar Oslo        | 28:19  | Hypobank City-Center St.Pölten | 13:90    | 15:10     |
| Vasas Budapest        | 28:27  | RK Radnički Belgrad            | 16:12    | 12:15     |

## Viertelfinale
|                  | Gesamt |                      | Hinspiel | Rückspiel |
| ---------------- | ------ | -------------------- | -------- | --------- |
| Hellas Den Haag  | 31:49  | Ruch Chorzów         | 17:23    | 14:26     |
| TJ Gottwaldov    | 25:26  | IL Vestar Oslo       | 14:11    | 11:15     |
| Vasas Budapest   | 45:26  | TSV GutsMuths Berlin | 24:14    | 21:12     |
| Høje Gladsaxe IF | 19:42  | TSC Berlin           | 10:16    | 09:26     |

## Halbfinale
|                | Gesamt |              | Hinspiel | Rückspiel |
| -------------- | ------ | ------------ | -------- | --------- |
| IL Vestar Oslo | 25:41  | TSC Berlin   | 17:18    | 08:23     |
| Vasas Budapest | 39:26  | Ruch Chorzów | 23:14    | 16:12     |

## Finale
Das Finale fand am 16. April 1978 in der Berliner Werner-Seelenbinder-Halle statt.
|            | Ergebnis |                |
| ---------- | -------- | -------------- |
| TSC Berlin | 19:14    | Vasas Budapest |

| TSC Berlin | TSC Berlin | Vasas Budapest | Vasas Budapest |
| | Sonntag, 16. April 1978 um 11:00 Uhr in Berlin (Werner-Seelenbinder-Halle) Ergebnis: 19:14 (9:7) Zuschauer: 3.500 Schiedsrichter: Svensson, Christensen ( Dänemark)                       |                |                |
| Ursula Müller – Sabine Fritz, Magrit Jirsch, Adelheid Zwillich, Roswitha Krause, Kristina Richter , Marion Tietz, Eveline Apler, Evelyn Matz, Karin Siermann, Gabriele Koch Trainer: Kurt Lauckner | Györgyi Őri-Győrvári – Zsuzsa Balogh, Margit Brinzay, Józsefné Vadász, Ilona Samus, Éva Angyal, Jánosné Csik, Judit Soha, Maria Oláh, Maria Ihász, Amália Sterbinszky Trainer: János Csik |                |                |
| Richter (8/4) Krause (4) Tietz (4) Matz (3) Siermann (1) | Csik (6) Sterbinszky (4) Brinzay (2) Angyal (2) |                |                |
| – | 3 |                |                |